# 読者モデル
読者モデル（どくしゃモデル）は、ファッション雑誌に登場するファッションモデルのうち、女子大生や専業主婦などの肩書きで一般読者として誌面に登場するモデルのことをいう。読モ（どくモ）と略称されることが多い。

## 概要
読者モデルは雑誌読者の代表として記事や広告に登用されるモデルタイプである。アマチュアという立場でモデルを務めることから、報酬は僅少、もしくは無償である。多くの読者モデルは読者の購入意向に影響を与える有名人のような知名度はなく、読者も顔や名前を認知していない存在である。
読者モデルの役割は芸能人やプロのモデルと同じように製品やサービスを推奨するものである。読者モデルを登用した広告において、リスクの高い製品では信頼性が低く、リスクの低い製品では信頼性が高くなる推奨効果が明らかになった。
読者モデルになるには、雑誌の募集に応募したり、スカウトされるのが一般的である。読者モデルのスカウトを騙るトラブルも生じており、国民生活センターや地方自治体が注意喚起を行っている。
読者モデルの中には専属モデルに登用される者、女優やタレントに転身する者もおり、読者モデルは一般人から芸能界への登竜門であり、制作者側からはある程度のポテンシャルを持った次期タレント予備軍と認識された。また、芸能事務所やモデルエージェンシーと契約した時点で厳密には読者モデルではないが、身近な存在であるとするプロモーション目的で、読者モデルという肩書きを使い続ける者もいる。

## 歴史
歴史的経緯としては、女性誌の読者参加型企画の延長線上として読者がモデルに挑戦する企画があり、それが一般化していったのが読者モデルの始まりである。
1984年に、ファッション雑誌『Olive』の読者モデルとして栗尾美恵子（現花田美恵子）が登場した。彼女は、篠山紀信をはじめとする大物写真家のお気に入りの被写体になり、人気を博した。放送作家の山田美保子は、専属モデルよりも人気を得る「カリスマ読者モデル」の走りが花田だったと述べている。
1995年に創刊した東京ストリートニュース!は高校生の間にブームを呼び、妻夫木聡、降谷建志、青木裕子、高島彩、山口眞未子などが登場した。
1997年頃、『25ans』に「スーパー読者」として叶姉妹が登場する。彼女らは女性読者から熱狂的な支持を受け、誌面に登場するたびに編集部に問い合わせが殺到した。彼女らの登場は、読者モデルが一般的に注目されるきっかけになった。
2000年代後半になると、「100億円の経済効果を生み出す」と称された『Popteen』出身の益若つばさ、と読者モデルからマルチタレントに成り上がった小森純のようなモデルが注目された。彼女らの特記すべき点は、あらゆるメディアに出演し、人気が出ても読者モデルの地位を守り続けていることである。2000年代に入って読者モデルがトレンドになった背景に加えて、彼女ら自身が自分を生かす場所を理解しているためである。『iza』は、読者モデルが音楽業界で活躍するケースが目立っている事例を紹介した際に、「ネットがなければ、彼女達がこれほど脚光を浴びることはなかったろう」と評している。
かねてより「読者モデルといえばギャル」という状況で、益若や小森、ならびに押切もえのような面々がその顕著な成功例として知られていたものの、きゃりーぱみゅぱみゅなどの台頭で原宿系統、いわゆる青文字系の読者モデルが注目を集めるようにもなっている。

## 情勢
2012年暮れ頃の『日刊スパ！』独自の試算によれば、読者モデルの総数は90誌でおよそ4285名。そこでの“読者モデル”の定義は「ファッション・美容ページに出る人物から芸能人、プロの専属モデル、アパレルのプレス・販売員を除外した一般人」で、結果は次の通りであった。
| 雑誌名                     | 人数  |
| -------------------------- | ----- |
| 『CanCam』                 | 22名  |
| 『AneCan』                 | 52名  |
| 『Oggi』                   | 19名  |
| 『Domani』                 | 36名  |
| 『美的』                   | 14名  |
| 『SAKURA』                 | 10名  |
| 『MORE』                   | 100名 |
| 『BAILA』                  | 40名  |
| 『MAQUIA』                 | 10名  |
| 『LEE』                    | 5名   |
| 『Marisol』                | 55名  |
| 『eclat』                  | 3名   |
| 『with』                   | 11名  |
| 『ViVi』                   | 79名  |
| 『Grazia』                 | 10名  |
| 『VoCE』                   | 27名  |
| 『GLAMOROUS』              | 10名  |
| 『GLOW』                   | 50名  |
| 『InRed』                  | 16名  |
| 『steady』                 | 20名  |
| 『mini』                   | 8名   |
| 『CUTiE』                  | 14名  |
| 『JJ』                     | 76名  |
| 『CLASSY』                 | 29名  |
| 『VERY』                   | 42名  |
| 『STORY』                  | 18名  |
| 『美STORY』                | 60名  |
| 『HERS』                   | 42名  |
| 『Mart』                   | 42名  |
| 『Gainer』                 | 45名  |
| 『Popteen』                | 30名  |
| 『BLENDA』                 | 30名  |
| 『美名百花』               | 10名  |
| 『EDGE STYLE』             | 85名  |
| 『Ray』                    | 30名  |
| 『S Cawaii』               | 40名  |
| 『mina』                   | 50名  |
| 『ゆうゆう』               | 7名   |
| 『an・an』                 | 100名 |
| 『古着Mixガールズ』        | 54名  |
| 『FYTTE』                  | 7名   |
| 『Zipper』                 | 15名  |
| 『nina's』                 | 50名  |
| 『SEDA』                   | 89名  |
| 『saita』                  | 104名 |
| 『JELLY』                  | 21名  |
| 『Ranzuki』                | 42名  |
| 『men's egg』              | 30名  |
| 『egg』                    | 130名 |
| 『MEN'S KNUCKLE』          | 40名  |
| 『Used Mix』               | 50名  |
| 『streert Jack』           | 26名  |
| 『MEN'S CLUB』             | 2名   |
| 『ELLE girl』              | 19名  |
| 『サムライマガジン』       | 8名   |
| 『Samurai ELO』            | 20名  |
| 『小悪魔ageha』            | 72名  |
| 『I LOVE mama』            | 76名  |
| 『Happie nuts』            | 190名 |
| 『JSガール』               | 202名 |
| 『NYLON JAPAN』            | 7名   |
| 『CHOKi CHOKi』            | 50名  |
| 『CHOKi CHOKi girls』      | 54名  |
| 『KERA』                   | 20名  |
| 『Men's SPIDER』           | 32名  |
| 『カジカジ』               | 6名   |
| 『カジカジH』              | 104名 |
| 『関西 girl's style exp.』 | 110名 |
| 『ニコ☆プチ』              | 90名  |
| 『CREA』                   | 230名 |
| 『オレンジページ』         | 6名   |

## 批評
読者側から見て、読者モデルの魅力はお手本にできる親しみやすさ、スターというより友達感覚といった「親近感」という点に集約される。逆に彼女らを雇う雑誌、企業からみると「使いやすさ」である。出演料が安いうえに広告や契約の制約がないため、撮影で融通が利く。プロのモデルとは違い等身大の存在で、読者からはマネのしやすい存在である。また、新商品を試してもらえるうえにSNSで宣伝してもらえる。ファッションプロデューサーの植松晃士は、一部の読者モデルが、カメラを向けると必ず「決め顔」をすることを指摘。2000年代後半の読者モデルがトレンドになり始めたことに絡めて、読者モデルの人気と実力が必ずしも比例するわけではないと述べた。また、読者モデルは「読者代表」なので、ショーモデルと比較するのは、無理があると付け加えた。
パリ・コレクションなどへの出演経験を持つIVANは、読者がモデルに転身することの凄さは評価しつつも、自身のようなパリコレモデルと読者モデルが一括りにされることに疑問を呈しており、読者モデルの呼称として「カリスマ読者」を提唱している。